# Distretto di Zavhan
Il distretto di Zavhan è uno dei diciannove distretti (sum) in cui è suddivisa la provincia dell'Uvs, in Mongolia. Conta una popolazione di 1.734 abitanti (censimento 2014). 